# Logică
Prin logică (din greaca veche λογική, logike) se înțelege folosirea rațiunii în realizarea anumitor activități. Logica se folosește în mod predominant în filosofie, matematică și informatică. Se intersectează și cu lingvistica și psihologia.
Logica a fost studiată din antichitate de către numeroase civilizații inclunzând India, China, Persia și Grecia. În Europa aceasta era răspândită ca disciplina lui Aristotel, care-i acordase un loc esențial în filosofie. Studierea ei era inclusă în clasicul trivium, care includea de asemenea gramatica și retorica. Logica a fost dezvoltată în continuare de către Al-Farabi care a despărțit-o în două aspecte: ideea și dovada.  Mai târziu Avicenna a redeschis studierea logicii. Iar în Est aceasta a fost dezvoltată de către Budism și Jainism.

## Logica formală și celelalte științe.
Studiind forma gândirii, logica se deosebește de toate celelalte științe care rețin conținutul gândirii. Pe fizician, pe chimist, pe biolog, pe sociolog îl interesează în primul rând ce anume se afirmă sau se neagă într-un act de gândire.
Un raport aparte există între psihologie și logică. Psihologia studiază fenomenele psihice printre care se află și gândirea. Ea cercetează gândirea ca proces psihic în complexitatea lui internă și externă adică în legile sale de proces psihic de cunoaștere normală și patologică și în relațiile sale cu condițiile și factorii externi gândirii cum ar fi memoria, afectivitatea, imaginația, stările neurofiziologice, cu evoluția individuală. Logica se ocupă numai de condițiile gândirii normale, corecte luând în considerare formele eronate doar în vederea delimitării și prescrierii formelor corecte de gândire. În această situație logica nu este în conflict cu psihologia ci în colaborare, pentru că informațiile privitoare la condițiile preliminare ale unei gândiri normale sunt necesare pentru accesul la formele corecte de gândire urmărite de cercetarea logică. În această fază logica încă mai are de a face cu psihologia deoarece o categorie de cauze ce determină abaterea gândirii de la corectitudine este de natură extralogică, cauze denumite paralogisme ce sunt de competență comună psihologiei și logicii. După detașarea de factorii paralogici, logica își preia mai deplin obiectul mai având de luptat cu a doua categorie de factori care țin într-adevăr de corectitudinea formelor și operațiilor gândirii, anume cu grupul sofismelor adică a erorilor logice propriu zise. Însă odată obținute condițiile normalității gândirii și realizată trecerea la formele corecte, logica se află pe tărâmul ei unde poate opera distincțiile proprii între genurile și speciile formelor corecte și celor incorecte. În acest stadiu logica nu mai are de a face de loc cu fenomene afective, volitive sau de altă natură preocupându-se exclusiv de aspectul obiectiv al formelor gândirii.
O altă disciplină care se intersectează cu logica este lingvistica. Cauza care face ca lingvistica să se întâlnească cu logica este strânsa legătură dintre limbaj și procesul gândirii. Pentru ca o formă de gândire să existe ea are nevoie de o materializare fie și în forme interiorizate, subiective. Fără această materializare nu pot fi executate operații nici asupra formelor nici asupra conținutului informațional al gândirii. Lingvistica a descoperit că între materializarea formelor gândirii și formele sale pure nu este o dependență absolută ci relativă, astfel încât o formă de gândire și un conținut se pot materializa în moduri diferite putându-se exprima de exemplu aceeași judecată cu același conținut în limbi diferite. Deci raportul dintre forma mentală a gândirii și materializarea sa lingvistică este totodată necesar și convențional. Nu există o relație de identitate între semn și înțeles. Totuși raportul dintre forma gândirii, conținutul informațional al ei și materializarea acestora este de subordonare. Gândirea subordonează limbajul. Datorită acestor relații lingvistica prin cercetarea și adecvarea limbajului ca vocabular și gramatică are o contribuție substanțială la elucidarea problemelor calității actului de gândire.

## Metodă
Pentru logică, metoda este un ansamblu de prescripții obținute prin transformarea propozițiilor unei teorii în reguli de acțiune practică și intelectuală în scopul rezolvării problemelor de logică.
Logica de bază (logica tradițională, aristotelică sau generală și logica simbolică modernă, matematică sau simbolică) se caracterizează prin trei metode fundamentale: standardizarea, simbolizarea și formalizarea.
Standardizare logică
Standardizarea logică este transformarea enunțărilor din limba naturală, fără a le altera conținutul, în expresii din care poate fi detașată structura lor logică.
Simbolizare
Simbolizarea este introducerea de simboluri speciale -constante și variabile-cu ajutorul cărora forma logică a acestor enunțuri este fixată în formule specifice. Se utilizează numai parțial în logica generală și extins în logica simbolică.
Formalizare
Formalizarea este finalizarea teoriei logice într-o formă potrivită pentru calcul. Se utilizează numai în logica simbolică fiind un criteriu eficace de deosebire între logica generală și logica simbolică.
În contemporaneitate logicienii dispun de mai multe clase de metode de cunoaștere logică datorită potențialului generalizator al metodelor matematice moderne pe care logica le-a preluat foarte productiv în planul cunoașterii.
Clase de metode
- Limbaje simbolice
- Metode algoritmice
- Metode axiomatice
- Formalizare
- Metode matematice

- Metodele cantitative și geometrice
- Metoda teoriei mulțimilor
- Metoda structurilor matematice
- Metoda aritmetizării
- Metode cu caracter special

- Metoda diagonalelor lui Cantor
- Metoda inducției matematice
- Metoda recursivă

- Definiție
- Clasificare
- Diviziune
- Metode grafice

## Aplicațiile logicii
Aplicațiile logicii sunt mult mai complexe decât aplicațiile altor științe, constând în următoarele:
1. Verificarea proceselor de gândire și cale de construcție a teoriilor
Este cea mai importantă aplicație a logicii și totodată cea mai dificilă.
Sub aspect praxiologic logica poate converti adevărurile achiziționate în norme de acțiune aplicabile asupra gândirii individuale sau colective modificând eficacitatea gândirii și indirect a acțiunii individului sau grupului.
Logica este totodată și o specie a acțiunii. Rezultatele distincției între formele corecte și cele incorecte ale gândirii se convertesc în reguli după care alți oameni pot să gândească eficient adică având randament maxim în obținerea de cunoștințe adevărate și de rezultate faptice dorite. De exemplu, din cunoștința logică "A este identic cu A și numai cu A" extragem regula de acțiune că nici un om nu poate fi altul decât el însuși. Deci ori este el ori nu este el, ceea ce determină excluderea lui din lista autorilor prezumtivi ai unei acțiuni.
Gândirea corectă se distinge prin următoarele caracteristici: claritate, precizie, ordine, consistență, coerență, întemeiere. În acest scop trebuie aplicate regulile definirii, clasificării și argumentării.
Formarea gândirii logice este un proces mai greu decât formarea vorbirii. Oamenii se nasc cu înclinații mai mari sau mai mici spre gândirea logică. Chiar dacă nu toți pot atinge aceleași performanțe de gândire logică există un folos chiar și pentru cei care nu ajung să gândească spontan logic; ei se lasă mai ușor corectați de către cei ce gândesc mai bine. Scopul formarii gândirii logice este triplu: dezvoltarea gândirii logice spontane, formarea gândirii logice conștiente astfel încât individul să ajungă în stadiul autocontrolului logic al gândirii și controlul logic al gândirii celorlalți oameni materializată în vorbire, în scriere sau în acțiuni. Formarea gândirii logice trebuie să înceapă cât mai devreme. Ea trebuie să înceapă în limbaj natural prin expunere și aplicații, să utilizeze limbajul de masă, trecându-se prin gândirea comună spre gândirea științifică în general. În educația gândirii logice nu este bine să se înceapă prin logica modernă, la aceasta ajungându-se abia ulterior după educarea prin logica tradițională. Motivele sunt următoarele :accesul la gândirea logică este posibil numai prin limbajul natural, în majoritatea domeniilor de activitate se utilizează logica exprimată în limbaj natural, gândirea comună nu utilizează limbajul simbolic. Logica simbolică prin forma ei s-a îndepărtat de mase devenind un bun al elitei. Chiar și cei care reușesc să o învețe nu totdeauna reușesc să o aplice în corectarea gândirii. În logica simbolică există pericolul de a face combinatorică sterilă (sau calcule logoide cu cuvintele lui Grigore Moisil) deci fără efect practic asupra evoluției efective a gândirii individului supus educației. În formarea și dezvoltarea gândirii logice o altă activitate necesară este disputa intelectuală în care trebuie să se urmărească distingerea poziției juste. Când educația gândirii logice începe prea târziu se pot învăța reguli de gândire dar nu și abilitatea de a le aplica.
2. Trecerea de la variabilele ei la un sistem de constante;
Această aplicație este o rezolvare relativ mecanică a unor probleme tratabile logic.
3. Aplicarea logicii la tehnică prin interpretarea adecvată a formalismelor ei;
4. Modelarea proceselor logice.

## Produsele logice
Rezultatele reflecției logice asupra formelor corecte ale gândirii se concretizează în reguli sau principii logice menite să asigure corectitudinea noțiunilor, judecăților, raționamentelor. Prin urmare logicianul dă norme generale și norme speciale pe care trebuie să le satisfacă formele logice pentru a fi corecte.

### Principii generale ale gândirii
Valabilitatea legilor gândirii umane corecte este condiționată de stabilitatea relativă a obiectului gândirii. În condițiile devenirii obiectului legile gândirii formale trebuie integrate în sisteme de legi de ordin superior.
1. Principiul identității

Orice lucru este identic cu el însuși și numai cu el însuși.
Din acest principiu se deduce că putem avea un act de gândire corect dacă și numai dacă păstrăm în cursul unuia și aceluiași act de gândire același înțeles al unui cuvânt.
2. Principiul noncontradicției
Un lucru ori este ori nu este, în același timp.
Deci un lucru nu este și totodată  este. Cu privire specială la raportul între două judecăți dintre care una neagă ceea ce cealaltă afirmă nu pot fi ambele adevărate. Suntem obligați să nu ne contrazicem pe noi înșine când gândim sau eventual când comunicăm.
3. Principiul terțului exclus
Din două judecăți în care una neagă ceea ce cealaltă afirmă, una din ele este cu necesitate adevărată, altă posibilitate neexistând.
Această lege obligă la admiterea a două și numai două valori de adevăr pentru judecată.
Deci judecata poate fi sau adevărată sau falsă.
4. Principiul rațiunii suficiente
Orice lucru are un temei.
Deci nu există ceva fără bază. Nu există ceva fără cauză.
Tot așa orice judecată trebuie să aibă un temei constând în dovezi, argumente, probe.

### Legi speciale
Regulile speciale ale corectitudinii formelor gândirii se adresează formelor particulare pe care le iau noțiunile, judecățile și raționamentele.În general legile logice speciale sunt forme particularizate de acțiune a celor patru legi generale.
Exemple
- Reguli ale sistemelor axiomatice

1. Consistență
O construcție axiomatică este formal consistentă dacă și numai dacă ea nu conține contradicții. Dacă ea conține atât o formulă cât și contradictoria ei atunci ea este formal inconsistentă. Inconsistența este dată de proba conjuncției celor două formule care este o auto-contradicție. Este un caz particular de manifestare a legii noncontradicției.
2. Completitudine
Orice propoziție A aparținând sistemului poate fi sau demonstrată sau respinsă, adică din orice cuplu de propoziții contradictorii A și non A, din sistem, trebuie să fie demonstrată cel puțin una.
3. Independența
Această regulă se referă la independența axiomelor. Este cerința ca nici una din axiome să nu derive din celelalte. Nici unul din enunțurile componente ale bazei axiomatice nu trebuie să fie deductibil din celelalte. Proba independenței se face ori prin scoaterea axiomei vizate ori prin substituirea ei cu contradictoria sa cu condiția ca sistemul să nu devină inconsistent.

## Istoric
Geneza logicii s-a produs în antichitate în lumea Greciei sclavagiste. Necesitatea studierii raționale a gândirii a fost determinată de intensificarea preocupărilor de cunoaștere științifică a lumii făptuite de învățații elini. Astfel Democrit aproximativ între anii 460-370 î.e.n. pornind de la cercetările naturii a fost determinat să studieze inducția, analogia, ipoteza și a formulat legea rațiunii suficiente. În continuare la constituirea logicii și-au adus contribuția filosofii sofiști prin practica demonstrației. Gânditorul Socrate aproximativ între 469-399 î.e.n. prin centrarea reflecției pe suflet a adâncit preocuparea pentru modurile de gândire. Discipolul lui Socrate, Platon aproximativ între anii 427-347 î.e.n. ocupându-se de studiul genurilor supreme ale ideilor a încercat o clasificare a categoriilor și formularea unor legi ale logicii. Logica a fost structurată, sintetizată și expusă într-o formă durabilă de către filozoful Aristotel (circa 384-322 î.e.n.). Aristotel a revizuit și generalizat cunoștințele de până la el despre formele gândirii fiind primul gânditor care a scris o operă centrată special pe studiul gândirii omului. A considerat că formele centrale ale gândirii sunt noțiunea, judecata și raționamentul. Filozofii stoici au contribuit la dezvoltarea logicii prin apropierea ei de retorică și gramatică.
Logica este o specie a cunoașterii exacte. Obiectul cunoașterii sale este forma abstractă a gândirii umane. În studiul formelor gândirii umane logica separă forma de conținutul informațional, afectiv și volitiv precum și de mijlocul exteriorizării formei gândului adică limba naturală luând în cercetare numai forma intelectivă, cognitivă, rațională, obiectivă a gândirii considerând mijlocul de comunicare ca element convențional. Odată făcută această primă separație logica efectuează a doua operație: separarea formelor corecte de cele incorecte adică a celor valide de cele nevalide. În continuare se ocupă preponderent de cercetarea formelor valide de gândire. Scopul final este practic, deoarece există nevoia individuală și socială de eficiență a gândirii aplicate.

### Antichitatea
Evoluția principală a logicii a fost realizată de europeni începând cu Grecia antică. Vechii greci nu au conceput logica decât în înțelesul originar de disciplină anterioară științelor, ca mod al științelor și nu ca știință. Acest fapt s-a petrecut deoarece logica nu putea să se prezinte ca o știință printre alte științe din moment ce ea era îndrumător pentru științe deci gen al lor și nu specie printre alte specii.
Conform înțelesului elen al termenului "teoria", Τεωρια, aceasta însemna "contemplare", "viziune", vedere directă. În mod originar, numele de teorie s-a dat acelor cunoștințe imediate, obținute direct de intuiția intelectuală. Pentru cei vechi și special pentru Aristotel logica era în acest sens o teorie adică un corp de adevăruri nedemonstrate, "contemplate", așa cum se găsesc ele esențial în realitate.
Logica nu era o construcție științifică, nu era concepută ca o ierarhie de adevăruri ci ea își propunea să învețe principiile, de aceea neputând fi considerată știință. Chiar dacă Aristotel a folosit expresia de "știință apodictică" aceasta nu certifică decât înțelesul de cunoștință a demonstrației. Teoria silogismului este numai o teorie a principiilor silogismului.
În această ipostază a fost lăsată logica greacă antică pentru învățații Evului Mediu.

### Evul Mediu
India.
În secolul VII Dharmakirti a scris un scurt manual de logică numit „O picătură de logică”.
În secolul IX Dharmottara a adăugat acestui manual indian de logică propriile comentarii.
În logica indiană există o teorie destul de aprofundată a raționamentelor.
Europa
Logica aristotelică, în aspectul său formal, a stat la baza scolasticii din Evul Mediu.
Anselm de Canterbury (1033-1109) a interpretat natura noțiunilor universale susținând că există în mod real în afara obiectelor singulare și independent de ele formând un fel de esență supranaturală a obiectelor. Poziția sa este cunoscută drept „via antiqua”, calea veche, a realismului ontologic.
Roscelin (1050-1112) a considerat că noțiunile nu există, ci sunt simple nume pentru obiectele singulare, singurele care există. Poziția sa este cunoscută sub numele de nominalism („via moderna”).
Albertus Magnus (1206-1280), călugăr dominican, realist moderat, la fel ca elevul său Toma de Aquino (1225-1274).
Duns Scotus (1265-1308), franciscan, realist.
William de Ockham (1300-1350), franciscan, nominalist.
Raymundus Lullus (1232-1316), franciscan, raționalist.
Țările arabe
Ibn Rushd (1126 - 1198)
Moise Maimonide (1135 - 1204)

### Epoca modernă
Secolul XVI
Francis Bacon (1561-1626)
În opera Noul Organon a fundamentat și dezvoltat logica inductivă. Poate fi considerat revoluționar în logică, fiind adversar al logicii aristotelice ajunsă prin denaturarea scolastică din instrument al cunoașterii o piedică în calea acesteia. A elaborat inducția științifică.
Secolul XVII
René Descartes (1596-1650)
A combătut logica scolastică medievală și logica lui Aristotel. A formulat patru reguli după care trebuie să ne călăuzim în cercetarea științifică. Cele patru reguli carteziene sunt:
1. a considera drept adevărate numai acele lucruri (idei) care sunt cunoscute și verificate (demonstrate);
2. a descompune în procesul cercetării ceea ce este complex în ceea ce este simplu;
3. a te ridica de la simplu la complex, de la ceea ce este evident la ceea ce este mai puțin evident;
4. a studia obiectul în toate amănuntele lui.
În 1662 adepții lui Descartes, Arnaud și Nicole au scris cartea ,,Logica sau arta de a gândi,, apreciată pentru purificarea logicii aristotelice de denaturările scolasticilor precum și pentru valoarea ei pedagogică. Lucrarea a fost numită „Logica de la Port-Royal”.
Gottfried Leibniz (1646-1716)
A studiat problemele logice în legătură cu sarcinile matematicii și ale demonstrației matematice. A aplicat în logică metoda matematică. A încercat să construiască logica sub forma calculului matematic. A formulat precis legea rațiunii suficiente și a pus bazele elaborării principiilor pentru construirea teoriilor deductive. A descoperit proprietățile analitice ale judecăților de relație, adică proprietățile logice ale relațiilor extinzând teoria mijloacelor deducției.

### Secolul XVIII
Immanuel Kant (1724-1804)
A reînviat într-o formă originală teoria idealistă a ideilor înnăscute și a separat total formele și legile logice de conținutul lor, declarându-le forme anterioare experienței, imuabile, cu care rațiunea ar trebui să-și armonizeze activitatea. După Kant, adevărul sau falsul nu constau în concordanța sau neconcordanța ideilor cu obiectele din realitate, ci de concordanța dintre reprezentări. În felul acesta Kant a dat logicii un caracter formalist.

### Secolul XIX
Georg Wilhelm Friedrich Hegel (1770-1831)
A criticat idealist și dialectic, formalismul kantian, în problemele logicii. S-a opus categoric încercărilor de a ridica legile logicii la rangul de metode universale ale cunoașterii.A dezvoltat logica dialectică pe care a aplicat-o în construcția concepției generale despre lume.
Gottlob Frege (1848-1925)
Nevoile dezvoltării matematicii au cauzat problemele logicii matematice. Apariția geometriilor neuclidene și descoperirea paradoxelor teoriei mulțimilor, au pus problema legitimității folosirii anumitor procedee logice în procesul demonstrației matematice. Odată apărută din aceste condiții logica matematică a rezolvat cu mijloacele ei probleme matematice speciale care până atunci nu putuseră fi rezolvate pe vechile căi matematice.
În 1879 Frege a elaborat un nou calcul logic după modelul proiectat de Leibniz și pe baza acestui calcul a definit numărul natural numai prin concepte logice. Pe această bază a încercat să deducă aritmetica din logică inițiind astfel logicismul. Elaborând primul sistem axiomatic al calculului propozițional, Frege a dat o analiză strictă a funcțiilor propoziționale, a problematicii calculului cu predicate și a definit precis conceptele fundamentale ale logicii simbolice. A dezvoltat o teorie sistematică a semnificației.

### Perioada contemporană
Constituirea logicii matematice
David Hilbert (1862-1943)
S-a preocupat de fundamentele logice ale matematicii, de natura sistemelor formalizate ale logicii și matematicii. A perfecționat alături de P. Bernais, sistemul axiomatic expus de Bertand Russel și A.N. Whitehead în opera Principia Mathematica.
Formularea logicii predicatelor așa cum este aceasta utilizată astăzi este logica de ordinul I prezentată în lucrarea lui David Hilbert și Wilhelm Ackermann, Principles of Theoretical Logic[1] (1928). Generalitatea analitică a logicii predicatelor a permis formalizarea matematicii și a dus la dezvoltarea teoriei modelelor de către Alfred Tarski; logica predicatelor constituie fundamentul logicii matematice moderne. Marea diferență dintre logica silogistică aristoteliciană și logica predicatelor constă în capacitatea acesteia din urmă de a pătrunde în structura fiecărei propoziții, în vreme ce silogistica trata exclusiv relația dintre propoziții.
Odată cu apariția logicii predicatelor logicienii au putut să ia în considerație cuantorii ca instrumente apte pentru exprimarea tuturor argumentelor care apar în limbajul natural.
Bertrand Russell (1872-1970)
Succesiunea lucrărilor de logică matematică ale acestui logician este următoarea:
1903, Londra Principles of mathematics - Principiile matematicilor
1906, Paris Les paradoxes de la logique - Paradoxurile logicii în Revue de Métaphysique et de Morale
1908, Mathematical logic as based on the theory of types - Logica matematică bazată pe teoria tipurilor în American Journal of Mathematics
1910-1913, Cambridge, Principia Mathematica - Principiile Matematice - în colaborare cu A.N. Whitehead
1919, Londra, Introduction to mathematical philosophy - Introducere în filozofia matematică
Logicienii care au impus prima operă de logică matematică au fost Bertrand Russell și A.N.Whitehead (1861-1947) prin lucrarea Principia Mathematica. Sistemul logic construit de aceștia avea ca scop să reconstruiască matematica în mod logico-simbolic în conformitate cu concepția lui Gotlob Frege. Anton Dumitriu sintetizează trei trăsături ale sistemului logic al lui Russel: 1)este logic complet și explicit axiomatizat; 2)este primul sistem logic complet formalizat, deoarece nu ține seama decât de semne și de regulile de operare cu acestea pentru construirea de formule;3)este perfectibil el fiind pornit cu câteva dificultăți inițiale.
Problema antinomiilor.
În dezvoltarea logicii și matematicii a apărut o serie de piedici paradoxale care au năruit atât fundamentele logicii cât și ale matematicii provocând neîncredere în matematică și logică. Acestea au fost paradoxele logico-matematice. Printre aceste contradicții cităm cele mai importante: 1) paradoxul lui Burali-Forti; 2) paradoxul lui Cantor; 3) paradoxul lui Russell; 4) paradoxul lui Richard; 5) Paradoxul lui Zermelo-König; 6) Paradoxul lui Berry; 7) paradoxul lui Greeling-Nelson; 9) paradoxul lui Skolem; 10) paradoxul lui Gödel; 11) paradoxul mincinosului. Pentru depășirea acestor pericole pentru logică și matematică au fost încercate mai multe soluții, cea mai importantă fiind a lui Bertrand Russell, teoria tipurilor. Problema antinomiilor logico-matematice este unul din obstacolele cele mai mari în constituirea logicii ca știință matematică și în fundamentarea logică a matematicii.
Jan Łukasiewicz (1878–1956) a introdus o a treia valență, aceea de „posibil”. Mai târziu se admite că între „adevărat” și „fals” există un număr nesfârșit de grade intermediare (logica fuzzy).
Kurt Gödel (1906–1978) a întreprins ambițiosul program de considerare a logicii ca obiect de studiu al matematicii.

## Operații logice
Operațiile logice aplicabile diferitelor produse ale gândirii sunt:
- pentru noțiune: definiția, clasificarea și diviziunea.
- pentru judecată: inferența imediată
- pentru raționament: inferența mediată.

### Definiția
Definiția este operația prin care se face precis conținutul și clară sfera unei noțiuni pentru mintea unui om dat.
Mai puțin riguros definiția se poate face dezvăluind înțelesul sau aria de aplicabilitate a unui cuvânt.
Compoziția, structura și funcțiile definiției
Definiția are două elemente necesare:
1) definitul, adică ideea (constructul mental corespondent unui obiect) sau elementul lingvistic (cuvântul scris sau vorbit) și
2) definitorul, adică ansamblul ideilor (exprimabile în limbaj) care dezvăluie obiectul definiției, adică definitul.
Între definit și definitor există o relație necesară.
Relația dintre cele două elemente ale definiției este necesarmente de identitate, altminteri ea nu este o relație de definire. Altfel exprimat definitorul este identic cu definitul.
Exemplu.
Litera (definitul) este (relația de definire, adică identitate) semnul scris al sunetului pronunțat (definitorul). Altfel exprimat, în limbajul scris, ,,Litera este identică prin definiție cu semnul scris al sunetului pronunțat.
Rațiunea de a fi a definiției constă în:
1.Sintetizarea cunoștințelor în fiecare etapă a cunoașterii unui obiect concentrându-le în constructe mentale mai economice și mai eficace.
2.Indicarea din ce în ce mai precisă, mai exactă a gradului de cunoaștere a obiectului de către subiectul cunoscător. Nu poți susține că știi ce este un lucru dacă nu îl poți defini riguros atât sub aspectul intensiunii cât și sub aspectul extensiunii, adică atât sub aspectul însușirilor lui esențiale cât și sub aspectul varietății speciilor sub care el există.

### Clasificarea
Clasificarea este operația prin care obiectele unei mulțimi date sunt distribuite în clase după un anumit criteriu. Este o operațiune sintetică și pornește de la indivizi (obiecte individuale, concrete sau de la noțiunile obiectelor individuale) mergând către specii și genuri. În ordine logică este a doua operațiune, fiind precedată de definiție și urmată de diviziune.

### Diviziunea
Diviziunea este operația logică de descompunere a unei noțiuni în noțiuni subordonate. Este operațiune analitică pornind de la genuri, trecând la specii și ajungând la noțiuni individuale. Diviziunea pornește numai de la noțiuni constituite deja prin proces anterior de cunoaștere. În ordinea generării cunoașterii este a treia operațiune logică presupunând definiția și clasificarea având funcția ordonării cunoștințelor achiziționate prin definire și clasificare.

### Inferarea
Inferarea este procedeul de gândire prin care din cunoștințe inițiale, obținem o cunoștință nouă. Schema operației de inferare se numește inferență sau raționament. Inferarea se bazează pe existența în cunoștințele inițiale a cunoștințelor rezultate. Ele dobândesc însușirea de a fi noi pentru conștiința celui ce nu le-a înțeles inițial direct din judecățile de la care a pornit.
Inferența imediată (nemijlocită)
Inferarea se poate face asupra unei singure judecăți având calitatea de premisă, adică judecată de pornire. Pornindu-se de la ea printr-o operație de gândire obținem o cunoștință, adică o judecată nouă prin explicitarea judecății premisă.
Principalele forme de inferențe imediate sunt următoarele: obversiunea și conversiunea.
Obversiunea
Obversiunea constă în obținerea dintr-o judecată dată a unei alte judecăți echivalente, dar opusă calitativ, adică dintr-o judecată afirmativă obținem una negativă și invers dintr-una negativă obținem una afirmativă.
Exemplu:
Simbolic și general: „S este P” → „S nu este non-P”.
Natural și concret : „Omul este spiritual” implică „Omul nu este nespiritual”.
Conversiunea
Conversiunea este obținerea unei judecăți noi, al cărei subiect logic este predicatul logic al judecății inițiale și al cărei predicat logic este subiectul judecății inițiale.
Exemplu:
Simbolic și general: „Toți S sunt P” → „Unii P, și numai unii P sunt S”.
Natural și concret: „Toți consecvenții sunt oameni” implică „Unii oameni și numai unii oameni sunt consecvenți”.
Inferența mediată (mijlocită)
Este forma de inferare a unei judecăți noi pornind de la alte două sau mai multe judecăți cu rol de premize.
Compoziția raționamentului este următoarea:
1.Cunoștința inițială compusă din două sau mai multe judecăți cu rol de premise;
2.Cunoștința de fundare care se exprimă în regula raționamentului;
3.Cunoștința nouă exprimată în concluzia raționamentului.
Exemplu:
Schema generală simbolizată: < A→B · B→C> → <A→C>.
În limbaj natural:
Premisa 1: Existența viciului determină căutarea obiectului satisfacerii viciului.
Premisa 2: Căutarea obiectului satisfacerii viciului poate cauza o infracțiune.
Regula de fundare: O cauză determină un lanț determinat de cauze.
Concluzie: Existența viciului poate cauza o infracțiune.

## Clasificări ale logicii
În ciuda caracterului ei ordonat logica nu este unitară. Nu sunt acumulate și maturizate cunoștințele logice în așa fel încât să se poată executa o diviziune logică asupra ei însăși. În această situație se pot face doar clasificări provizorii a diferitelor dezvoltări logice.
Clasificări ale logicilor ca părți ale logicii în ansamblu se pot face după criterii diferite. Se disting criteriul conținutului, adică al obiectului, criteriul metodelor folosite, criteriul evoluției istorice a logicii ca formă a vieții spirituale umane.

### După obiectul cunoașterii
Logicianul poate cerceta formele generale ale gândirii corecte precum și formele speciale de gândire. Mai precis el poate studia formele comune tuturor celor ce gândesc, dar și formele de gândire corectă specifice anumitor oameni în anumite activități.Mișcarea gândirii după obiectul gândit cere adecvarea formelor de gândire la structurile obiectului ceea ce determină apariția logicilor speciale.Pentru gândirea unui anumit obiect se cere o anumită gândire logică.
Logica dialectică
Termenul de logică dialectică a fost utilizat cu înțelesuri diferite.Din totalul înțelesurilor în contextul logicii considerăm înțelesul de teorie a compoziției, structurii și funcționării operațiilor logice unice ale spiritului uman în situații epistemologice în care întemeierea formală extensivă devine inoperantă fiind necesară o întemeiere materială, de conținut, intensivă.
Nivelul cel mai înalt, mai general al abordării formelor raționale de cunoaștere este întruchipat de logica dialectică. Presupoziția inițială este că fiecare formulă logică îndeplinește o anumită funcție cognitivă în ansamblul (întregul) cunoașterii omenești. În consecință fiecare formă logică se supune unei anumite ordini în dezvoltarea cunoașterii. Temeiul logicii dialectice constă în caracterul secund și dependent al cunoașterii în raport cu obiectul de cunoscut. Logica formală nu poate satisface decât exigențe interne de corectitudine și nu exigențe ale raportării la obiectul exterior conștiinței. Această deficiență este compensată parțial de logica dialectică prin considerarea procesului gândirii logice în desfășurarea reală care în fapt are atât formă cât și conținut. Este încă nesistematizată (nematurizată), dar necesară.
Logica pură
De cercetarea formelor comune de gândire se ocupă logica teoretică, logica pură numită și logică formală, deoarece cercetează formele gândirii, fără conținut.
Are următoarele caracteristici:
1. studiază numai formele cele mai generale de propoziții logice;
2. cuprinde numai legile care depind de formele generale de propoziții și de valorile de adevăr adevărat și fals;
3. nu cuprinde niciun fel de termeni, operații sau relații determinate (relative la domeniu particular);
4. consideră ca scop al logicii studiul inferenței și a condițiilor ei formale;
5. consideră că orice determinare a termenilor operațiilor și relațiilor, înseamnă trecerea de la forme de propoziții la propoziții despre obiecte determinate și implicit la logica aplicată;
6. operațiile și relațiile logicii sunt studiate numai prin prisma proprietăților formale ale relațiilor și prin prisma adevărului și falsului;
7. cuprinde toate legile logice posibile care satisfac condițiile indicate mai sus.
Logica aplicată
Este logica obținută din logica pură pe următoarele căi: determinarea formelor de propoziții prin determinarea termenilor, operațiilor și relațiilor cu sau fără restrângerea numărului formulelor care sunt logic-adevărate.
Logica științei
Este analiză logică a științei atât în faza devenirii cât și în faza stabilă în care știința este constituită. În acest caz logicianul studiază modul în care procesele și schemele logice se manifestă într-un domeniu sau altul al cunoașterii științifice.
Logica matematică
Are în practica filozofică și științifică două înțelesuri:
a. Un înțeles mai larg, anume logică expusă cu ajutorul limbajelor formalizate; din punct de vedere practic prin logică matematică se înțelege aplicarea matematicii la studiul logicii formale. Logica matematică este o consecință a evoluției științei și în special a aplicării matematicii la logică. Neclaritatea și imprecizia limbajului natural au fost ameliorate prin matematică. Sub acest înțeles logica matematică este același lucru cu logica simbolică și logistica.
b. Logica disciplinelor matematice
Logica deontică
Logica pragmatică
Logica tehnică

### După calea adoptată
Logica inductivă
Studiază formele gândirii, ce pornesc de la judecăți individuale, legate direct de fapte și obțin judecăți cu grade de generalitate crescânde. Sensul inferării este de la judecăți individuale către cele particulare, apoi către cele generale și în final universale.
Logica transductivă
Este studiul inferențelor cu judecăți de același grad de generalitate.
Logica deductivă
Studiul derivării judecăților mai puțin generale din judecăți mai generale. Sensul obținerii concluziilor este de la judecățile universale către cele generale, apoi către cele particulare și în final către cele individuale.

### După evoluția istorică
Nicholas Rescher a făcut următoarea clasificare a logicii considerând criteriul dezvoltării istorice.

#### Logica de bază
a. Logica tradițională
b. Logica modernă ortodoxă: logica matematică clasică (bivalentă)
c. Logica modernă neortodoxă:
–--Logica modală
–--Logica polivalentă
–--Sistemele nestandard de implicație: implicația strictă, „entailment” ș.a.
–--Sistemele nestandard de cuantificare: pluralitate, ș.a.

#### Metalogică
a. Sintaxa logică
b. Semantica logică
c. Pragmatica logică
d. Lingvistica logică
---Teoria structurii
---Teoria înțelesului
---Teoria validității

## Dezvoltări ale logicii
a. Dezvoltări matematice
► Dezvoltări aritmetice
► Dezvoltări algebrice
► Dezvoltări funcțional-teoretice
► Teoria demonstrației
► Logica probabilistă
► Teoria mulțimilor
► Fundamentele matematicii
În ordine istorică aceste dezvoltări au fost primele aplicații ale logicii simbolice. Logica matematică a debutat ca o logică a matematicii.
b. Dezvoltări științifice
Aplicații fizice
- Logica cuantică
- Teoria modalităților fizice ori cauzale

Aplicații biologice
- Aplicații în stilul lui Woodger
- Logica cibernetică

Aplicații sociologice
- Logica normelor
- Logica evaluării

Aplicații legale
Procesul de matematizare precede în general procesul de logicizare prefigurând structurile logice în domeniul aplicației.
c. Dezvoltări filozofice
Aplicații etice
- Logica acțiunii
- Logica deontică
- Logica comenzilor (a imperativelor)
- Logica preferinței și alegerii

Aplicații metafizice
- Logica existenței
- Ontologia lui Leśniewski
- Logica constructivistă
- Ontologia (disputa nominalism-realism)

Aplicații epistemologice
- Logica întrebărilor și răspunsurilor
- Logica temporală
- Logica parte-întreg (mereologia)
- Logica epistemică
- Logica supoziției
- Logica informației
- Logica inductivă

- Logica evidenței și confirmării
- Logica probabilistă

În măsura în care reflecția logic filozofică asupra unui domeniu dat se maturizează, gândirea logică a obiectului trece în aplicații științifice ale logicii. Ceea ce rămâne constant în sfera logicii filozofice sunt temele ontologice și gnoseologice.